# Upeneus vittatus
 Upeneus vittatus és una espècie de peix de la família dels múl·lids i de l'ordre dels perciformes.
Els mascles poden assolir els 28 cm de longitud total.
Es troba des del Mar Roig fins a Sud-àfrica, Micronèsia, les Illes Hawaii, les Marqueses, les Illes de la Societat, el sud del Japó i Nova Caledònia.